# معاملة عادلة
المعاملة العادلة هي قيد واستثناء للحق الحصري الممنوح بموجب قانون حقوق التأليف والنشر لمؤلف عمل إبداعي. توجد المعاملة العادلة في العديد من الهيئات المختصة بالقانون العام في دول الكومنولث.
المعاملة العادلة عبارة عن مجموعة من الدفاعات المحتملة ضد أي إجراء ينتهك حقًا حصريًا من حقوق التأليف والنشر. على عكس مبدأ الاستعمال العادل للولايات المتحدة، لا يمكن تطبيق المعاملة العادلة على أي فعل لا يندرج ضمن إحدى هذه الفئات، رغم كون محاكم القانون العام في بعض الهيئات القضائية أقل صرامة من غيرها في هذا الصدد. ومع ذلك، في الممارسة العملية، قد تحكم هذه المحاكم على أن الإجراءات ذات الطابع التجاري، والتي قد يُفترض بسذاجة أنها تندرج ضمن إحدى هذه الفئات، كانت في الواقع انتهاكات لحقوق التأليف والنشر، لأن المعاملة العادلة ليست مفهومًا مرنًا مثل مفهوم الاستعمال العادل الأمريكي. 

## بحسب البلد

### أستراليا
في أستراليا، أسس المعاملة العادلة هي:
- البحث والدراسة (المادة 40 من قانون حقوق التأليف والنشر لعام 1968).[2]
- المراجعة والنقد (المادة 41)[3]
- «الإبلاغ عن الأخبار» (المادة 42)[4]
- المشورة القانونية (المادة 43)[5]
- المحاكاة الساخرة والهجاء (مع بعض الاستثناءات) (المادة 41 أي)[6]

### كندا
يشبه المفهوم الكندي للمعاملة العادلة المفهوم السائد في المملكة المتحدة وأستراليا. تسمح بنود المعاملة العادلة في قانون حقوق التأليف والنشر الكندي للمستخدمين بالمشاركة في أنشطة معينة تتعلق بالبحث أو الدراسة الخاصة أو التعليم أو المحاكاة الساخرة أو الهجاء أو النقد أو المراجعة أو الإبلاغ عن الأخبار. فيما يتعلق بالنقد والمراجعة وإعداد التقارير الإخبارية، يجب على المستخدم ذكر المصدر، إلى جانب اسم المؤلف أو المؤدي أو المصنّع أو المذيع لكي تكون المعاملة عادلة.
قبل عام 2011، لم يكن واضحًا أن المعاملة العادلة في كندا احتوت على استثناءات للمحاكاة الساخرة (على عكس الاستعمال العادل في الولايات المتحدة)، لكن تعدّل قانون حقوق التأليف والنشر منذ ذلك الحين ليشمل المحاكاة الساخرة والهجاء (إلى جانب الاستخدام التعليمي) بموجب أحكام المعاملة العادلة. في السابق، أقرت محكمة الاستئناف في كيبك أن المحاكاة الساخرة يمكن أن تكون «نقدًا»، لكنها رفضت الاعتراف بالاستثناء في هذه الحالة.

### نيوزيلاندا
في نيوزيلندا، تتضمن المعاملة العادلة بعض نسخ الدراسة الخاصة والبحث والنقد والمراجعة وإعداد التقارير الإخبارية. تحدد المادتان 42 و43 من قانون حقوق التأليف والنشر لعام 1994 أنواع النسخ المؤهلة. قد تكون المعايير أكثر تشابهًا مع تلك المطبقة في المملكة المتحدة، رغم أن الأبحاث التجارية ما تزال تعتبر معاملة عادلة في نيوزيلندا. لا تُعد حالات النسخ العرضي، رغم أنها مسموحة، «معاملة عادلة» بموجب القانون. وفي كندا، لا تُعتبر المعاملة العادلة انتهاكًا لحقوق التأليف والنشر.
العوامل التي تحدد ما إذا كان نسخ بحث أو دراسة خاصة معاملة عادلة في نيوزيلندا هي الغرض منه وتأثيره على السوق المحتمل أو قيمة العمل الذي نُسخ وطبيعة العمل والكمية المنسوخة مقارنةً بالعمل ككل وما إذا كان يمكن الحصول على العمل في وقت معقول بسعر تجاري عادي.

### سنغافورة
بموجب أحكام «المعاملة العادلة» في قانون حقوق التأليف والنشر، الفصل 63 من قانون سنغافورة، يُسمح باستخدام قدر معين من النسخ لأغراض مشروعة، مثل أغراض البحث أو التعليم، طالما حقق معايير «المعاملة العادلة».
عند تحديد ما إذا كان نسخ العمل معاملة عادلة، يُنظر في العوامل التالية
- الهدف من المعاملة وطبيعتها، وما إذا كانت هذه المعاملة ذات طبيعة تجارية أو لأغراض تعليمية غير ربحية؛
- طبيعة العمل أو الاقتباس؛
- الكمية منسوخة، نسبةً إلى العمل ككل؛
- تأثير المعاملة على السوق المحتمل للعمل، وتأثيرها على قيمته؛
- إمكانية الحصول على العمل أو الاقتباس في غضون فترة زمنية معقولة بسعر تجاري عادي.

في حالات أخرى، لا تعتبر المعاملة العادلة لغرض النقد أو المراجعة أو لغرض الإبلاغ عن الأخبار أو لغرض الإجراءات القضائية أو المشورة المهنية انتهاكًا. في حالة النقد أو المراجعة والإبلاغ عن الأخبار، يجب الاستشهاد بالعمل بشكل كافٍ.
يمكن أن يعتمد نشر الأخبار على أي وسيلة للتواصل مع الجمهور.
لا يعد انتهاكًا إذا نسخ شخص جزء من نسخة أصلية من برنامج كمبيوتر يملكه بغرض إبقائها كنسخة تدعم عمله.

### الهند
تُسمح المعاملة العادلة في أي عمل (باستثناء برامج الحاسوب) في الهند للأغراض التالية
1. الاستخدام الخاص أو الشخصي، بما في ذلك البحث، [9]
2. النقد أو المراجعة،[9]
3. الإبلاغ عن الأحداث الشؤون الجارية، بما في ذلك الإبلاغ عن محاضرة ألقيت على العلن.[10]

### جنوب إفريقيا
في جنوب إفريقيا، يتم التعامل مع المعاملة العادلة في قانون حقوق التأليف والنشر لعام 1978 (القانون 98 لعام 1978، بما في ذلك التعديلات اللاحقة). ويرد وصف المعاملة العادلة في المادة 12(1) من القانون، في حين تشرح المواد من 13 إلى 19 استثناءات مختلفة لحقوق التأليف والنشر. تتناول المادة 20 الحقوق الأدبية أو الأخلاقية للمؤلف، والتي، إذا تم التعدي عليها، قد تؤثر أيضًا على حكم المعاملة المعادلة.
وفقًا لهذا القانون:
لا يجوز انتهاك حقوق التأليف والنشر بأي معاملة عادلة لأعمال أدبية أو موسيقية
(أ) لأغراض البحث أو دراسة خاصة، أو للاستخدامات الشخصية لمن يستخدم العمل؛
(ب) لأغراض نقد أو مراجعة ذلك العمل أو عمل آخر؛ أو
(ج) لغرض الإبلاغ عن الأحداث الجارية
    (1) في صحيفة أو مجلة أو دورية مماثلة؛ أو
    (2) عن طريق الإذاعة أو في فيلم سينمائي.

### المملكة المتحدة
بموجب قانون حقوق التأليف النشر وامتيازات الاختراعات والرسوم لعام 1988، تقتصر المعاملة العادلة على الأهداف التالية: البحوث والدراسات الخاصة (يجب أن يكون كلاهما غير تجاري) والنقد/المراجعة/الاقتباس والتقارير الإخبارية (المواد 29 و30 و178) والمحاكاة الساخرة، والكاريكاتير والمعارضة الأدبية (المادة 30 أي) والرسوم التوضيحية للتدريس. رغم عدم اعتباره فعليًا معاملة عادلة، يعد التضمين العرضي لعمل محمي بحقوق التأليف والنشر في عمل فني أو تسجيل صوتي أو فيلم أو برنامج إذاعي أو تلفزيوني انتهاكًا لحقوق التأليف والنشر. منذ عام 2014، عملت المملكة المتحدة على حماية استثناءات المعاملة العادلة من التجاوز بموجب عقود أو شروط وأحكام تعاقدية.

### الولايات المتحدة الأمريكية
المفهوم الموازي في قانون حقوق التأليف والنشر بالولايات المتحدة هو الاستعمال العادل. مصطلح «المعاملة العادلة» له معنى مختلف في الولايات المتحدة. فهو يشير إلى الالتزام بالكشف التام الكامل الذي يُفرض على موظفي الشركات والوكلاء وأطراف العقود. في الحالات المبلغ عنها، ينشأ عادةً في سياق «الميثاق الضمني لسلامة النية، والعمل النزيه»، الذي يقوم عليه سبب إقامة دعوى في حال ضمان سوء النية.